# گورو هیرایاما
گورو هیرایاما (به ژاپنی: 平山 五郎 ひらやま ごろう)، تولد ۱۸۲۹ میلادی، مرگ ۳۰ اکتبر ۱۸۶۳، عضو شینسنگومی (معاون فرمانده) بود.